# فالدير (لاعب كرة قدم)
فالدير هو لاعب كرة قدم برازيلي في مركز الدفاع، ولد في 12 سبتمبر 1943 في آراكسا في البرازيل. لعب مع ناسيونال ساو باولو.